# Stellarton
Stellarton es un pueblo canadiense situado en la provincia de Nueva Escocia.

## Superficie
Stellarton tiene una superficie de 8,99 km².

## Demografía
En 2021, tenía 4007 habitantes, una densidad poblacional de 445,6 hab./km², y 2017 viviendas.